# Jelenowka (obwód orenburski)
Jelenowka (ros. Еленовка) – wieś (sieło) w Rosji, w obwodzie orenburskim, w okręgu miejskim Jasnego. W 2010 liczyła 788 mieszkańców.